# Omicron Ursae Majoris
Omicron Ursae Majoris (Muscida, 1 Ursae Majoris) é uma estrela na direção da constelação de Ursa Major. Possui uma ascensão reta de 08h 30m 16.03s e uma declinação de +60° 43′ 06.4″. Sua magnitude aparente é igual a 3.35. Considerando sua distância de 184 anos-luz em relação à Terra, sua magnitude absoluta é igual a −0.40. Pertence à classe espectral G4II-III.